# Roca metasedimentaria
En geología, una roca metasedimentaria es un tipo de roca metamórfica compuesta de metasedimentos (también escrito meta-sedimentos).

## Descripción
Una roca metasedimentaria fue primero una roca sedimentaria, formada por la deposición y solidificación de sedimentos en áreas de cuencas. Luego, la roca quedó enterrada bajo rocas posteriores, en un metamorfismo regional o de contacto, y fue sometida a altas presiones y/o temperaturas, .lo que provocó que la roca recristalizara, con cambios en los minerales y en la matriz que la componía, así como en su estructura.
La composición general de una roca metasedimentaria se puede utilizar para identificar la roca sedimentaria original, incluso aunque haya estado sujeta a un metamorfismo de alto grado y a una deformación intensa.

## Tipos de rocas metasedimentarias
| Roca sedimentaria                             | Equivalente metamórfico                       |
| --------------------------------------------- | --------------------------------------------- |
| Piedra caliza pura                            | Mármol                                        |
| Caliza impura (sílice o rica en arcilla)      | Mármol de Cipolin, roca de silicato de calcio |
| Dolomía                                       | Mármol dolomítico                             |
| Lutita                                        | Pelita                                        |
| Limolita                                      | Semi-pelita                                   |
| Arenisca                                      | Psammita, Cuarcita                            |
| Arcilla                                       | Esquisto                                      |
| Arenisca arcillosa                            | Phyllada, esquisto cuarcítico                 |
| Shale                                         | Pizarra                                       |
| Marga, carcilla calcárea                      | Calcesquisto                                  |
| Conglomerado                                  | Metaconglomerado                              |
| Metasedimento de fuerte gradiente metamórfico | Paragneiss                                    |